# العلاقات التركية الصينية
العلاقات التركية - الصينية هي علاقات خارجية بين الصين وتركيا. تأسست العلاقات الدبلوماسية في عام 1934 واعترفت تركيا بجمهورية الصين الشعبية في 5 أغسطس 1971. تمتثل تركيا لسياسة الصين الواحدة وتعترف بجمهورية الصين الشعبية بوصفها الممثل القانوني الوحيد للصين. لجمهورية الصين الشعبية سفارة في أنقرة، وقنصلية عامة في إسطنبول في حين أن لتركيا سفارة في بيجين و 2 قنصليات عامة في هونغ كونغ وشنغهاي. حافظت الصين وتركيا على علاقة طيبة طوال هذه الفترة، بالرغم من صراعات الصين مع الانفصاليين الأويغور. كما أن التعاون الإقليمي والعالمي بين البلدين آخذ في الازدياد، ويسعى كلا الجانبين إلى توثيق الروابط.

## تاريخها
في القرن السادس عشر ظهرت أخبار عن الرحّالة العثمانيين إلى الصين والرحالة الصينيين إلى العالم العثماني.  يُذكر في التاريخ الرسمي لأسرة مينغ أن بعض من وصفوا أنفسهم بأنهم مبعوثون عثمانيون زاروا بكين لتَرفيد إمبراطور مينغ في عام 1524.
قلق القيصر فيلهلم الثاني من قبائل المسلمين الصينيين في ثورة الملاكمين، إلى حد أنه طلب من عبد الحميد الثاني (خليفة الإمبراطورية العثمانية) أن يجد سبيلًا لإيقاف قتالهم. فاستجاب الخليفة وأرسل أنور باشا (هذا غير القائد التركي اللاحق أنور باشا) إلى الصين في عام 1901، لكن كانت الثورة قد انتهت. استقبل مسؤولو الحكومة التركية وفدًا صينيا مسلمًا بقيادة وانج زنغشان الذي ندد بالغزو الياباني للصين.
في عام 1950 طلبت الأمم المتحدة بقرار 83 دعمًا عسكريًّا لكوريا الجنوبية بعدما اجتاحتها كوريا الشمالية بمساعدة صينية وسوڤييتية. أُلحق اللواء التركي الذي قوامه 5,000 جندي بالفرقة الخامسة والعشرين الأمريكية، وَأْتمر بأوامر الأمم المتحدة، وقاتل في عدة عمليات، منها معركة وِيوان (27–29 نوفمبر 1950) ضد الجيش الجماعي الثامن والثلاثين التابع لجيش التحرير الشعبي الصيني، ومعركة كوميانغجانغ ني (25–26 يناير عام 1951) ضد الجيش الصيني الخمسين. حصل اللواء على «إشادة الوحدة» من كوريا الجنوبية والولايات المتحدة معًا.
في عام 1971 كانت تركيا من 76 دولة صوتت لصالح استعادة الحكومة الصينية لعضويتها في الأمم المتحدة.

## الزيارات
في 28 نوفمبر 2008 زار جيا تشينغلين (كبير المستشارين السياسيين الصينيين ورئيس مجلس الاستشاري السياسي الشعبي) تركيا زيارة رسمية ودية، بوصفه ضيف المتحدث البرلماني التركي كُكسال طُبطان. في أنقرة التقى جيا الرئيس التركي عبد الله غول ورئيس الوزراء رجب طيب أردوغان. بعد زيارة أنقرة حضر في إسطنبول منتدًى تجاريًّا عنوانه: المنتدى التركي الصيني للفرص الاقتصادية والتجارية.
كان عبد الله غول أول رئيس تركي يزور الصين بعد انقطاع 14 عامًا، بزيارته الرسمية التي كانت في 24–29 يونيو عام 2009. قال غول إن من أهم أهداف زيارته تعزيز العلاقات الاقتصادية. أجرى في بكين محادثات مع نظيره الصيني هو جينتاو، وحضر المنتدى التركي الصيني التجاري. بعد الاجتماعات أبرم البلدان سبع اتفاقيات تعاونية في مجال الطاقة والبنوك والمالية والثقافة. بعد زيارة غول لبكين، زار شيان، وكرّمته جامعة شمال غرب شيان بدكتوراه فخرية. كانت المحطة الثالثة في رحلة غول إلى الصين هي شينزين. وزار أيضًا أورومتشي بدعوة من حكومة بكين، وصار أول رئيس تركي يزور منطقة سنجان الأويغورية المستقلة.

## رد شغب 2009 في سنجان
بعد أعمال شغب أورومتشي في يوليو عام 2009، حضّ وزير الخارجية التركي السلطات الصينية على ضبط الجناة وتقديمهم للعدالة. لكن لم يتفق بعض المسؤولين: استقال نائب من حزب العدالة والتنمية الحاكم من جمعية الصداقة البرلمانية التركية الصينية، ودعا وزير الصناعة والتجارة التركي إلى مقاطعة البضائع الصينية احتجاجًا على العنف العرقي المتواصل، دعوةً عبّر القائم بالأعمال الصينية في تركيا عن «تفاجُئه» به. بعد استمرار المظاهرات في أنقرة وإسطنبول، شدد رئيس الوزراء رجب طيب أردوغان لهجته، وقال إن «حوادث الصين تلك تكاد تكون إبادة جماعية، نطالب الحكومة الصينية ألا تقف أمامها متكتّفة». طلبت الصين من أردوغان أن يتراجع عن اتهاماته، وأشارت افتتاحية صحيفة «الصين يوميًّا» الحكومية إلى أن 137 من ضحايا الشغب البالغين 184 كانوا من أسرة هان أصلًا. أكدت محادثة هاتفية بين وزيري خارجيتَي البلدين أهمية العلاقات التركية الصينية، وقال وزير الخارجة أحمد داوود أوغلو إن تركيا لم تكن تقصد «التدخل في شؤون الصين الداخلية».

## التصالح
في 7 أكتوبر عام 2010 أبرم البلدان ثماني اتفاقيات متعلقة بالتبادل التجاري والثقافي والتقني والتعاون البحري وغير هذا. في احتفالية التوقيع التي حضرها رئيسا وزراء البلدين، تعهد كلاهما برفع التجارة الثنائية إلى 50 مليار دولار بحلول عام 2015، وبالتعاون على تشييد سكة حديدية سريعة تربط أنقرة بإسطنبول. في نوفمبر اللاحق زار الصينَ وزير الخارجية التركي أنقرة داوود أوغلو، زيارة استمرت ستة أيام، قابل فيها نظيره يانغ جيتشي، بعدما زار رئيس الوزراء الصيني وِن جياباو تركيا ورقّى العلاقة الصينية التركية إلى «شراكة إستراتيجية». كان من التعهدات المشتركة بين الوزيرين: افتتاح المنطقة الصناعية التركية في سنجان، والتعاون على مكافحة الانفصالية والإرهاب، وهذا يشمل ما في تركيا من نشاطات انفصالية مناهضة للصين. عَد بعضهم هذه العلاقات الوُثقى دليلًا أدلّ على تماشي السياسة التركية مع «الشرق» من جديد.
في عام 2017 قال السفير الصيني في تركيا يو هونغيانغ إن الصين مستعدة لبحث عضوية تركيا في منظمة شانغهاي للتعاون.
في نوفمبر عام 2018 أجرى مكتب الاستخبارات والبحوث استبيانًا أوضح أن 46% من الأتراك ينظرون إلى الصين نظرة إيجابية، بعدما كانت النسبة 30% في يونيو 2018، وأن 62% منهم يرون أن الحفاظ على متانة العلاقات التجارية مع الصين مهم لتركيا.
في فبراير عام 2019 ندد المتحدث باسم وزارة الخارجية التركية بالصين «لانتهاكها أبسط الحقوق الإنسانية للأتراك الأويغوريين وغيرهم من المجتمعات الإسلامية في منطقة سنجان الأويغورية المستقِلة».
في إبريل عام 2019 كانت الصين أول دولة تهنئ أكرم إمام أوغلي على شغله منصب عمدة إسطنبول. قال أكرم للقنصل الصيني العام في إسطنبول، كوي وي، إن العلاقات السياسية والاقتصادية والتجارية والثقافية بين البلدين ممتازة ومهمة.
في يوليو عام 2019 زار الصينَ الرئيس التركي أردوغان، وقال «الحق أن كل الأعراق في سنجان تعيش عيشة هنيئة وسط نمو الصين وازدهارها»، وقال أيضًا إن بعض الناس يريدون «إساءة استغلال» أزمة سنجان لتهديد العلاقات التركية الصينية. دعت بكين صحفيين أتراك إلى إجراء جولة في معسكرات إعادة التأهيل في سنجان. وصفت صحيفة جلوبال تايمز الحكومية المعسكرات بأنها نموذج لمكافحة الإرهاب و«جنة» للأويغوريين. وكان مُزمَعًا أيضًا أن يزور المعسكراتِ وفدٌ تابع لوزارة الخارجية التركية.
انتقدت الصين الهجوم التركي على شمال شرق سوريا في عام 2019. صرح المتحدث باسم وزارة الخارجية الصينية بأن الصين «تستوجب احترام ودعم سيادة سوريا واستقلاليتها وكرامتها الحدودية»، منوّهًا بأن بعض الأطراف «أعربت عن قلقها» من عمليات تركيا العسكرية، وحضتها على «ضبط النفس».

## العلاقات الاقتصادية
في السنين الأخيرة نمت العلاقة الاقتصادية بين البلدين كثيرًا. في عام 2000 فاق حجم التبادل التجاري بينهما مليار دولار أمريكي لأول مرة، وفي عام 2009 بلغ 10.079 مليارات، وفي عام 2017 زاد إلى 27 مليارًا. الصين أكبر شريك استيرادي لتركيا. وتركيا عضو فعال في مبادرة «الحزام والطريق».
في يونيو عام 2019 حوّل بنك الصين الشعبي مليار دولار إلى تركيا لدعم اقتصادها. وفي سبتمبر اللاحق أقرض بنك التنمية الصيني بنك تركيا التنموي 200 مليون دولار.

## العلاقات الثقافية
في نوفمبر عام 1993 أبرم البلدان اتفاقية تعاون ثقافي. تضمنت البرامج التبادلية: الرياضة والتعليم والأخبار.
كان عام 2018 «عام تركيا» في الصين. أعد شياو شانغ أغنية «أود اصطحابك إلى تركيا الرومانسية»، فصارت من أشهر الأغاني الشعبية في الصين.
زاد السياح الصينيون في تركيا من 98 ألفًا في عام 2011 إلى 300 ألف في عام 2015 و400 في 2018، أي زيادة بنسبة 537% في آخر 10 أعوام. تتوقع الحكومة التركية أن يزداد هذا العدد في الأعوام المقبلة ليبلغ مليونًا. في أول 8 أشهر من عام 2019 زار تركيا 292,322 سائحًا صينيًّا، في زيادة نسبتها 12% عن العام السابق.